# Ringoszillator

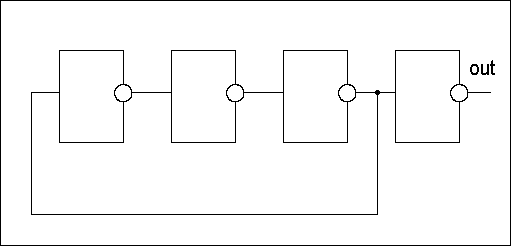
Schaltdiagramm eines dreistufigen Ringoszillators aus Invertern

Ein Ringoszillator ist eine elektronische Relaxationsoszillator-Schaltung für nicht-sinusförmige Signale. Er beruht auf der Laufzeit einer ungeraden Anzahl von invertierenden Verstärker-Bauelementen, die zu einem Ring zusammengeschaltet sind.
Der einfachste Fall ist eine Ringschaltung aus drei Invertern.
Dieser Oszillator benötigt keine diskreten Blindwiderstandkomponenten wie Kondensatoren oder Spulen (vgl. Phasenschieber) da seine Verzögerung auf Effekten in den Transistoren beruht. Seine Frequenz ist spannungs- und temperaturabhängig. Die Spannungsabhängigkeit ermöglicht seine Nutzung als Spannungsgesteuerter Oszillator, Variable Frequency Oscillator engl.: VCO. Da die Eigenschaften der Schaltung von den parasitären Eigenschaften der Elemente bestimmt wird, ist sie gut geeignet, um auf diese zurückzuschließen.

## Prinzip

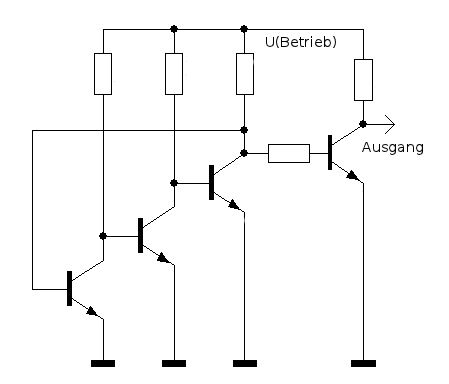
Ringoszillator aus drei Bipolartransistoren

Eine geschlossene Reihenschaltung einer ungeraden Anzahl von Invertern hat theoretisch keinen definierten oder erlaubten Zustand, bei einer geraden Anzahl erhält man hingegen ein Flipflop, welches immer einen stabilen logischen Zustand einnimmt. Berücksichtigt man jedoch die Laufzeit der invertierenden Bauteile, ergibt sich bei ungerader Anzahl ein schwingungsfähiges und selbst erregendes Gebilde.
Im nebenstehenden Schaltbild dienen Bipolartransistoren in Emitterschaltung als Inverter für einen Ringoszillator, jede andere größere ungerade Anzahl schwingt ebenfalls. Der vierte Bipolartransistor im Schaltbild dient lediglich als Trennstufe zur Auskopplung des Signals. Diese Schaltung schwingt aufgrund der Sättigung der Bipolartransistoren auch ohne Kondensatoren deutlich langsamer als eine Schaltung aus MOSFET-Invertern.
Damit die Schaltung überhaupt schwingt, muss ihre Großsignalschleifenverstärkung größer gleich eins sein und die Verzögerung (positive Rückkopplung) ergeben. Ihre Schwingfrequenz entspricht dann jener Frequenz, bei der die Schleifenverstärkung gleich eins ist. Da die Schaltung im Schaltbetrieb (Großsignal) arbeitet, haben die Transistoren keine konstante Stromverstärkung.
Bei fünf Transistoren sieht die Schwingung rechteckiger aus als bei drei Stufen. Die Signalform ist aber auch abhängig von der genutzten CMOS-Fertigungstechnik (Technologieknoten) und Versorgungsspannung.
Der Betrag des Phasenunterschieds der Einzelstufen stellt sich bei 3 Stufen zu 360°/3 = 120° ein, d. h., die Frequenz ist genau so groß, dass diese Phasenbeziehung besteht. Für mehr als drei Stufen entsprechend weniger, bis mehr als eine Periode in den Oszillator passt. Aufgrund der Invertierung ist der Phasenunterschied zur Folgestufe das nächstgrößere Vielfache von 120° das größer als 180° ist: 2·120° = +240° =  +60° + 180°.
Da +240° = −120° und da aus einem periodischen Signal keine Wirkrichtung ersichtlich ist, erliegt man leicht dem Eindruck, der folgende Inverter würde dem treibenden vorauseilen. Die Verzögerungszeit pro Inverter entspricht den +60°.
{\displaystyle t_{D}={\frac {60^{\circ }\cdot T}{360^{\circ }}}={\frac {1}{6\cdot f}}}

## Berechnung der Frequenz
Wegen der endlichen Verarbeitungsgeschwindigkeit eines Inverters erscheint das Eingangssignal nach der Laufzeit tD am Ausgang. Bei n gleichartigen Invertern ergibt sich für die Schwingungsdauer
{\displaystyle T=2n\cdot t_{D}}
und die Frequenz
{\displaystyle f={\frac {1}{T}}={\frac {1}{2n\cdot t_{D}}}}
Wenn der Ring drei übliche Logikbausteine mit tD ≈ 2 ns verwendet, ist f ≈ 83 MHz.
Diese Näherungsrechnung ist stark abhängig von der Laufzeit tD, die von anderen Bedingungen wie Temperatur, angelegter Spannung und Last sowie der Flankensteilheit der Signale abhängt.

## Anwendungen

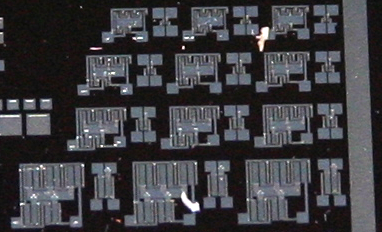
Versuchsaufbau von vier Ringoszillatoren aus p-Typ-MOSFETs auf einem Siliziumchip. Damit kann der Einfluss der Transistorgröße auf die Frequenz untersucht werden.

Angewendet werden Ringoszillatoren in Bereichen, in denen es sich hauptsächlich um die Auswertung eines Frequenzwertes handelt und die Signalform nicht wesentlich ist (anders als bei Oszillatorschaltungen mit sinusförmigen Signalen).
So werden integrierte Testschaltungen mit Ringoszillatoren gefertigt, um Fertigungsprozesse und Technologien zu bewerten und zu optimieren (Bestimmung der Transitlaufzeiten, der maximalen Schaltfrequenz von Logikgattern sowie deren Leistungsaufnahme).
Sie werden aber auch als spannungsgesteuerter Oszillator (VCO) in Phasenregelschleifen (PLL) eingesetzt, obwohl die Schwingungsfrequenz nicht exakt festgelegt werden kann.
Darüber hinaus werden Ringoszillatoren als Sensor eingesetzt, um eine Änderung der Kapazität in eine Änderung der Frequenz umzusetzen.
Hierzu gehören Sensoren für Beschleunigung, Druck, Feuchtigkeit und Temperatur.